# Тралл (Warcraft)
Тралл (англ. Thrall) — персонаж вигаданого всесвіту Warcraft, єдиний син Дуротана, вождя клану Морозних Вовків, та його дружини Дреки. Попри те що він став сиротою з раннього дитинства й потрапив у рабство до людей, його доля була стати вождем Орди. Його справжнє ім'я — Го'єл. Це ім'я дали йому батьки, але вони не встигли провісти ритуал іменування, і тому дитина залишилося безіменною. У рабстві його кликали «Тралл», що означає раб. Він вирішив залишити це ім'я собі аби кожний знав, ким він був і ким він став.

## Біографія

### Гладіатор
Через кілька тижнів після народження Тралла, його батьків убили зрадники з клану Чорної скелі. Немовля, покинуте напризволяще в снігу, вижило тільки завдяки каравану людини Еделаса Блекмура, котрий наткнувся на вбитих орків. Блекмур взяв немовля з собою, маючі намір використовувати його у своїх цілях.
Кланнія Фокстон, дружина слуги Блекмура, неохоче взяла на себе вигодування дитини, а Джарамін Скіссон, вчитель маленької Тарети Фокстон, навчив його читати й писати. Зрештою, коли Траллу — так назвав Блекмур свого «домашнього орка», бажаючи підкреслити його статус — виповнилося шість, і він став досить дорослим за оркськими мірками, Блекмур сам узявся за його виховання — рідше похвалою, а частіше побоями. Лейтенант мав намір зробити з нього раба-гладіатора, і того року орк уперше вийшов зі своєї камери.
Через кілька місяців, Тралла, разом з іншими майбутніми гладіаторами й новобранцями, передали в руки іншого тренера, якого всі звали просто «Сержант». У перший же день, Сержант став для Тралла спаринг-партнером, і орк ледь не здолав свого тренера. Про те ніколи не говорили публічно, але після того Тралл став його улюбленцем. Саме Сержант наполіг на тому, щоб Траллу було надано право читати військову літературу. А Тарета, підслухавши розмову Сержанта з Блекмуром, подбала про те, щоб урізноманітнити його читання історією, культурою й мистецтвом. Довгий час вони спілкувалися за допомогою записок в переданих книгах, і між ними зародилася міцна дружба.
Більшу частину своєї юності Тралл провів, борючись на жорстоких аренах, наповнюючи кишені Блекмура золотом. Сержант не тільки навчив його багатьом прийомам рукопашного бою і володінню практично будь-якими видами зброї, — він також дав йому важливі уроки про милосердя і про те, що слід вважати чесною сутичкою. У вісім років Тралл виграв свій перший бій, і йому дозволено було, хоч і в ланцюгах, тренуватися поза фортецею. А в дванадцять, він побачив свого першого орка — одного з полонених, що перевозяться у фургоні. Тоді Тралл зрозумів, ким він виглядає для людей, — огидним, страхітливим монстром.
Загартований ранніми боями, його дух почав жадати свободи. І після першої програної їм битви, за якою було особливо жорстоке покарання, він зважився на втечу. Тарета надала йому неоціненну допомогу, зібрала припаси в дорогу й організувала підпал, відвернувши увагу варти. Таким чином Трал знайшов свободу.

### Нова Орда
Опинившись на волі, Тралл вирішив відправитися в один з таборів військовополонених, щоб побачити інших орків. Це виявилося легко — незабаром його схопив патруль. Побачивши орків, колишній раб був глибоко розчарований. Ці втратили себе, занурені в апатію істоти мало походили на тих страхітливих воїнів, про які розповідали книги. Келгар, один з ув'язнених, повідав Траллу про лють, що виражалася в повних кривавого вогню очах, про спустошеність, яку відчув кожен орк після поразки, і про останніх, хто продовжували битися — про клан Боєпісні та Ґроммаша Пеклокрика. За допомогою Келґара, Тралл втік прямо з-під носа Блекмура, якого сповістили про втечу. Тим не менш, до рук Блекмура потрапило все що було в Тралла, включаючи листи Тарети.
Довгий час Тралл йшов на захід у пошуках невловимого Ґроммаша. Зрештою його знайшли орки клану Боєпісні й неохоче привели до печери, де переховувався клан. Тралла піддали випробуванню, і Ґроммаш визнав його гідним того, щоб жити й полювати разом із кланом. Ґроммаш оглянув клаптик синьої тканини з емблемою білого вовка на ній, в яку Тралла загорнули, коли він був немовлям, і яку він проніс через роки своїх випробувань, і розпізнав емблему клану Північного Вовка.
Тралл багато дізнався про звичаї та культуру орків, він навіть зумів нарешті вивчити оркську мову, з якої раніше знав лише кілька слів. Однак через деякий час з'ясувалося, що люди Блекмура прочісують ліси, і Тралл, не бажаючи наражати клан на небезпеку, покинув печеру і відправився в Альтеракські гори, де, як сказав Ґроммаш, мешкали врятовані члени клану Північного вовка.
Шлях виявився нелегким, тим більше взимку. Кілька тижнів він ішов у гори, але коли вичерпалися припаси, впав знесилений, у сніг. Там його і знайшли воїни його клану.
Дрек'Тар, шаман клану Північного вовка, повідав Траллу про те, ким були його батьки й за що їх убили. Але титул вождя не дістався йому легко. Тралл пройшов через випробування, щоб довести, що він гідний називатися орком. Вовчиця на ім'я Снігова пісня обрала його своїм хазяїном. Пройшовши під рукою Дрек'Тара навчання й обряд ініціації, Трал став першим орком за довгі роки панування чаклунів, якого прийняли духи, і одним з наймогутніших шаманів в історії.
Одного разу до пристанища клану Північного вовка прибув орк-мандрівник. Хоча він поводив себе досить чемно, він стверджував, що людей варто уникати, як роблять це орки Північного вовка, і що їм більше нема за що битися. Розлючений його «боягузтвом», Тралл викликав відлюдника на поєдинок. На подив Тралла, під плащем незнайомця виявився обладунок, а в мішку — величезний бойовий молот. Але попри те, загартований у нерівних гладіаторських боях Тралл зумів здолати свого озброєного опонента. Трал був шокований, коли відлюдник відкрив своє ім'я. Виявилося, що вовк Дрек'Тара привів до них у табір самого Оргріма Молота Рока, щоб той особисто переконався в якостях молодого воїна перш, ніж зробити його своєю правою рукою. Після того Трал і його друзі змогли врятувати від людей багатьох орків.

### Відплиття на Калімдор
Скоро в Тралла сталося дивне видіння про демонів, яке, як він з'ясував, послав таємничий пророк. Слідуючи його порадам, Тралл зібрав війська Орди, здійснив несподіваний рейд і захопив кілька військових кораблів Альянсу, щоб відправитися в Калімдор, назустріч своїй долі.
По дорозі через Велике море кораблі Тралла застав жорстокий шторм, і для ремонту їм довелося сховатися в бухті невеликого острова. Як з'ясувалося, острів населяло плем'я тролів Темного списа, і їх глава Сен'Джин люб'язно поставився до своїх несподіваних сусідів. Однак він попередив, що  на острові  влаштувався загін Альянсу. Тралл напав на їхній табір. Через несподівану атаку люди виявилися неготові і швидко зазнали поразки. Але незабаром на орків і тролів напали Мурлоки, щоб захопити побільше полонених для принесення в жертву Морській Відьмі. Тралл зумів вибратися з ув'язнення, але Сен'Джин помер, і останнім його бажанням було, щоб тролі його племені зайняли гідне місце в Новій Орді. Повернувшись до табору, Тралл і його нові союзники почали битися проти нестримного потоку мурлоків. Війська були сильно пошарпані, і до табору Тралла наближалася сама Морська Відьма. Однак кораблі встигли полагодити. Тралл, орки і тролі зникли, а Морській Відьмі дістався порожній табір.
Пошарпані штормом кораблі Тралла викинулися на берег. Збираючи свої війська, розкидані по південному узбережжю Калімдора, бойової вождь наткнувся на загін тауренів, якими управляв Керн Криваве Копито і допоміг їм у їхній боротьбі проти кентаврів, а потім забезпечив їх захистом, коли караван Керна перетинав Пустищі. Від Керна Тралл дізнався про Оракула, що живе на піку Кам'яний Кіготь, і вирішив розшукати його.
Скоро Тралл наткнувся на клан Боєпісні, який також пережив корабельний крах. Всупереч наказу Тралла, Ґроммаш і його клан атакували поселення людей, які опинилися евакуаційною експедицією Джайни Праудмур, і вождю довелося пробиватися до вершини піку силою — чого він найменше бажав. На пару з Керном, який прийшов на підмогу вождю орків, подолавши небезпеки печер під Кам'яним кігтем, Тралл і Джайна постали перед Оракулом, який виявився ніким іншим, як тим самим таємничим пророком, Медів. Медів наполіг на тому, щоб Джайна і Тралл об'єднали зусилля проти демонів Палаючого легіону. Першим кроком вождя став порятунок його друга Ґрома Пеклокрику, який майже піддався демонічному поклику. Тралл і Ґром, який частково очистився від своєї скверни, билися з Владикою безодні — Маннорохом, який і був відповідальний за кровожерливу спадщину орків. Тралл не був особливо фартовим при атаці, але Грому ціною свого життя вдалося покінчити з демоном Палаючого Легіону. Об'єднавшись із нічними ельфами та людьми, сили Нової Орди зуміли відстояти Світове Древо і розтрощити Легіон в фінальному бої на горі Хіджал.

### Напад на Дуротар
Вирішивши заснувати новий дім для свого народу, Тралл зупинився на сході Пусток — в землі яку він назвав іменем свого батька, Дуротар, а споруджуваний Оргріммар, названий на честь його друга і вчителя Оргріма, став новою столицею держави орків. Але несподівані напади людей сильно стурбували вождя — адже, уклавши пакт з Джайною Праудмур, Тралл сподівався, що його народ перебуває в безпеці з боку людей.
За допомогою напівогра Рексара вождь зумів зв'язатися з Джайною й докопатися до правди: орків атакували війська адмірала Дайліна Праудмура, прибулого нещодавно в Калімдор у пошуках своєї дочки. Забезпечивши собі підтримку за допомогою Рексара (на стороні Орди виступили як таурени, так і плем'я огрів), Тралл став готуватися до атаки на Терамор, нове місто людей Джайни в Калімдорі, де, як він знав, і перебував адмірал.
Зробивши нелегкий вибір між Ордою і батьком, Джайна розповіла про те, як війська Орди можуть дістатися до острова. Натомість вона просила пощадити жителів міста, які мали слабке відношення до войовничих морякам флотилії Кул Тираса. Тралл дав їй слово, і дотримав його — місто залишилося стояти, хоч і постраждало від штурму. Адмірала Дайліна Праудмура, одного з останніх героїв Другої Війни, було вбито.

### Тралл в World Of Warcraft

#### Заколот клану Палаючого Леза
Три роки по тому змова колишнього оркського клану Палаючого Леза знову поставила мир між Оргріммар і Терамором під загрозу. Серед змовників виявився навіть Буркс, один з найближчих радників Тралла. Починався як серія розрізнених інцидентів, конфлікт швидко розростався, погрожуючи вилитися в повномасштабну війну. Але тісна співпраця Тралла з Джайною, яка з'ясувала, що за провокаціями насправді стоїть демон Змодлор, допомогла розкрити змову і перервати бій у Північній Застави тераморців, де великі сили Орди під проводом Буркса встряли в бій із захисниками фортеці. Буркса прямо на місці стратив особисто Тралл — Молот Рока розтрощив змовникові голову. Сутичка спонукала двох лідерів почати переговори з підписання офіційного мирного договору, який би запобіг повторення таких сутичок надалі.
Після заколоту Тралл перебував в Алеї Мудрості в Оргріммар. Життя бойового вождя нелегка і сповнена проблем — зовнішні та внутрішні загрози Дуротару змушували його залишатися пильним.

#### Тралл в Cataclysm
Колись неприступні фортеці лежать в руїнах. Праліси палають вогнем у променях призахідного сонця. Посушливі пустелі, що відлякували навіть найміцніших мандрівників, тепер покриті родючими оазами, багатими невідомими досі видами флори.
Розкол багато змінив. Найбільш помітно повернення Смертокрила позначилося, звичайно ж, на пейзажах Калімдора і Східних Королівств, однак і внутрішній світ багатьох героїв Азерота піддався серйозним змінам. Тралл за своє довге життя носив безліч титулів: раб, гладіатор, шаман, вождь клану Північного Вовка і, нарешті, лідер Орди. Тепер син Дуротана зняв погони воєначальника і знову вдягся в скромне вбрання шамана.
Коли перед Розколом збунтувалися елементалі, Тралл постав перед складним вибором — продовжувати йому бути вождем Орди або виконати своє духовне призначення шамана. У кінцевому підсумку він поклався на свою інтуїцію і передав кермо влади Ордою і все, що він побудував за ці роки, Ґаррошу Пеклокрику, синові Ґрома. Тралл також змінив свої обладунки, які стали символом лідера Орди, на простий одяг та чотки шамана. Поки Ґаррош продовжує проводити сумнівні реформи в Орді, Тралл повністю зосередився на тому, щоб втихомирити сили, які буквально розривають Азерот на частини. Хоча деякі представники Орди пристрасно бажають бачити Тралла ватажком, зараз його сили шамана потрібні цьому світові більше, ніж колись.
Пізніше, Аспекти зрозуміли, як їм перемогти Смертекрила. Вони вирішили дістати Душу Дракона з минулого і використати її проти Смертокрила, таким чином розвіявши його. Проте були дві проблеми: Аспекти хотіли посилити Душу Дракона, але у них не було Аспекта Землі. Другою проблемою стала неможливість використання Душі Дракона драконом — артефакт миттєво вбивав будь-якого дракона. Обидві проблеми вирішив Тралл. За допомогою найкращих воїнів Орди й Альянсу, з минулого доставили артефакт, а потім, у битві біля Храму Драконячого Спокою у Драконячому погості, були вбиті поплічники Смертокрила — Сутінковий Молот і безликі. Тралл застосував посилену Душу Дракона проти Смертекрила, але він, поранений, полетів. Тоді, на кораблі Альянсу «Небесний Вогонь», смертні, Аспекти і Тралл помчали за ним. Тралл застосував артефакт вдруге, і Смертекрил впав у Вир. Однак він, перетворившись на безформну масу розплавленої люті, вступив у свою останню битву. Але Тралл застосував Душу втретє, знищивши Смертекрила назавжди, а Ноздорму застосував магію, щоб ніхто не зміг запобігти цій події. Наприкінці, Аспекти говорять, що втратили свої сили, бо виконали свій обов'язок — запобігли часу сутінків, і настала ера смертних.